# 良品铺子

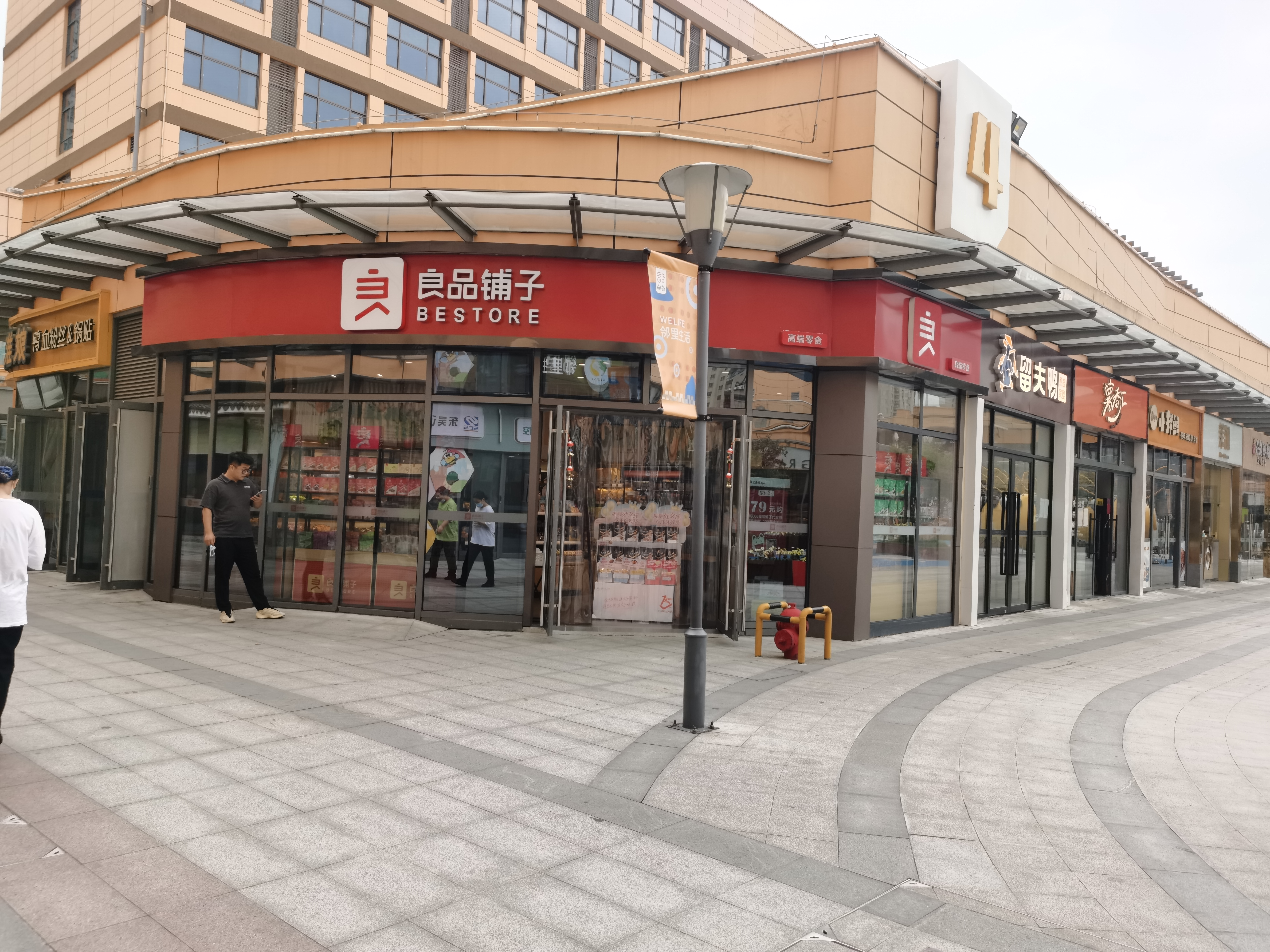
位于江苏省苏州工业园区兆佳巷邻里中心的良品铺子门店

良品铺子(英語：Bestore)，全称是湖北良品铺子食品有限公司，(上交所：603719)是一家中国互联网休闲食品电商公司，主要生产坚果，糖果，果脯类食品，董事长是杨红春。

## 历史
2006年8月成立于湖北武汉，最初是一个仅有30平米的小店，共有四个店员。2006年8月28日在武汉开设第一家线下门店。2012年开始进入电商渠道采取线上和线下同时进行。截至2018年6月30日线下拥有门店2092家。2020年2月24日在上海证券交易所挂牌上市，由于2019冠状病毒病疫情影响，上海证券交易所首次举办网络上市仪式。
其主要竞争对手是三只松鼠，百草味，来伊份，盐津铺子。
2025年7月，良品铺子公告称，控股股东宁波汉意创业投资合伙企业（有限合伙）将全部股权转让予武汉临空港经济技术开发区下属国资企业网谷创投，如完成交易该公司将转为国有控股企业。而另一股东达永有限公司则将转让予武汉市国资委实际控制的长江国贸。此前在5月，广州轻工集团计划受让宁波汉意持有的良品铺子部分股份，但在不到2个月后，收购方变为长江国贸，随后广州轻工集团将宁波汉意告上法庭。